# 莫里斯·富兰克林·韦斯纳
莫里斯·富兰克林·韦斯纳（英語：Maurice Franklin Weisner，1917年11月20—2006年10月15日），是美国国旗海军四星上将，曾担任美国太平洋司令部司令。